# Río Vim
El río Vim (ruso: Вымь) es un río de la república Komi, en Rusia. Es un afluente del río Víchegda en la cuenca hidrográfica del río Dviná Septentrional, ya que el Víchegda desemboca en el Dviná Septentrional.

## Geografía

Mapa del Dviná Septentrional donde aparece —arriba a la izquierda— el río Vim

El Vim tiene sus fuentes en las estribaciones meridionales de los montes Timan. Fluye en dirección sur a través de una llanura de taiga de bosques de coníferas y turberas. En su curso superior hay una zona de rápidos. Tiene 499 km, y una cuenca de 25.600 km². El caudal medio es de 196 m³/s en la confluencia con el Veslyana. Se une al Vytchegda en Ust-Vym. El río es usado para el transporte de madera, y es navegable en su curso inferior. El río riega la ciudad de Yemva.

## Tributarios
Los principales afluentes del río Vim son:
- por la derecha:

- Vorykva
- río Edva
- río Pozheg
- río Chub

- por la izquierda:

- río Koin
- río Veslyana